# Amar de nuevo (álbum)
Amar de nuevo es el vigésimo octavo álbum de estudio de la banda chilena Inti-Illimani, publicado originalmente en 1998 y grabado entre el 26 de junio y el 11 de julio del mismo año.
El álbum está fuertemente influenciado por la música folclórica chilena y sudamericana, así como por la salsa afro-cubana.
El álbum posee dos carátulas diferentes.

## Lista de canciones
Todas las canciones están compuestas por Patricio Manns y Horacio Salinas, salvo que se indique lo contrario.

| Amar de nuevo |                                                 |               |          |  |
| N.º           | Título                                          | Escritor(es)  | Duración |  |
| 1.            | «Antes de amar de nuevo»                        |               | 3:04     |  |
| 2.            | «Esta eterna costumbre»                         |               | 4:20     |  |
| 3.            | «La fiesta eres tú»                             |               | 4:45     |  |
| 4.            | «La indiferencia»                               |               | 3:48     |  |
| 5.            | «Negra presuntuosa»                             | Andrés Soto   | 3:50     |  |
| 6.            | «Entre amor»                                    | Horacio Durán | 2:48     |  |
| 7.            | «El faro»                                       |               | 3:12     |  |
| 8.            | «La sombra»                                     |               | 3:51     |  |
| 9.            | «La carta del adiós»                            |               | 4:00     |  |
| 10.           | «La negrita»                                    | tradicional   | 2:37     |  |
| 11.           | «Corrido de la soberbia» (machista y vengativo) |               | 4:08     |  |
| 40:23         |                                                 |               |          |  |

## Créditos
Inti-Illimani
- Jorge Ball: flauta traversa, voz
- Daniel Cantillana: violín, viola, voz
- Marcelo Coulón: bajo, voz
- Jorge Coulón: voz
- Horacio Durán: charango
- Horacio Salinas: guitarra, requinto, cajón peruano, voz
- Efrén Viera: clarinete, maracas, congas, bongó
- Pedro Villagra: flauta traversa, saxofón soprano, voz

Colaboración
- Víctor Hugo Campusano: acordeón en «La fiesta eres tú»
- Fernando Julio: contrabajo en «La fiesta eres tú»
- Cristian Muñoz: trompeta en «Corrido de la soberbia»
- Gonzalo Prieto: percusión en «La fiesta eres tú»
- Gabriel Salinas: acordeón en «Entre amor»
- José Villalobos: cajón peruano, cencerro, quijada en «Antes de amar de nuevo», «Negra presuntuosa» y «El faro»
- Antonio Larrea: fotografía y gráfica
- Luis Albornoz: ilustraciones